# NGC 3245
NGC 3245 ist eine aktive Linsenförmige Galaxie mit ausgedehnten Sternentstehungsgebieten vom Hubble-Typ S0 im Sternbild Kleiner Löwe am Nordsternhimmel. Sie ist schätzungsweise 57 Millionen Lichtjahre von der Milchstraße entfernt und hat einen Durchmesser von etwa 55.000 Lichtjahren. Gemeinsam mit PGC 30714 (NGC 3245A) bildet sie ein gravitativ gebundene Galaxienpaar.
Im selben Himmelsareal befinden sich u. a. die Galaxien NGC 3232, NGC 3234, NGC 3235, IC 2572.
Das Objekt wurde am 11. April 1785 von Wilhelm Herschel entdeckt.